# Жіноче письмо (літературна категорія)
Жіноче письмо (англ. Women's writing) — напрям літературознавства, заснований на думці, що історично жіночий досвід формується статтю жінок, тому письменниці — це група, яку варто досліджувати окремо. Жіноче письмо охоплює лише або здебільшого тексти, написані жінками. Дослідження жіночого письма зародилося 1970 року. Сам термін «жіноче письмо» французького походження, у 1970-х його пов'язували з творчістю та діяльністю Елен Сіксу та Ксав'єр Готьє. Більшість англійських та американських навчальних програм пропонують курси, зосереджені на конкретних аспектах літератури, створеної жінками, а жіноче письмо вважається окремою сферою досліджень.

## Особливості

### Академічне письмо
В академічному письмі основна відмінність між жіночим та чоловічим письмом полягає у синтаксисі та структурі речень. Дослідження магістерських дипломних робіт жінок і чоловіків показало, що перші часто вживають багатокомпонентні речення, які часто містять складніші думки. Також жінкам більш характерне розкриття кількох ідей в одному реченні, в той час, як чоловіки більш схильні доносити одну думку одним реченням. Також жінки в письмі використовують приблизно на 21 % більше слів-зв'язок, ніж чоловіки, що говорить про те, що вони схильні розкривати одну думку у кількох фразах чи реченнях, і відповідно, краще її аргументувати. Посилаючись на інші джерела, жінки зазвичай використовують парафраз, а не пряму цитату.

### Літературна творчість
Для жінок-письменниць більш характерна відкрита структура тексту, також простежується тенденція до імітації усного мовлення на письмі. Мова жінок зазвичай більш описова і метафорична. Чоловіки використовують менше емоційно-забарвленої лексики. Жіноче письмо також відрізняється синтаксисом: зазвичай письменниці відходять від традиційного синтаксису і натомість вдаються до паратаксису та розірваності, їм також характерна незвична пунктуація.

### Кодування
Стилістичні відмінності між синтаксисом і лексиконом чоловіків та жінок поширюються за межі письмової форми комунікації, проявляючись і в інших сферах. Наприклад, у комп'ютерному програмуванні і кодуванні жінки зазвичай пишуть легші для розуміння коди: вони переважно містять коментарі, які пояснюють, як цей код використовувати; а от коди, написані чоловіками, зазвичай надто заплутані та незрозумілі. Емма Макґраттан, програмістка з Кремнієвої долини, стверджує, що може безпомилково визначити, написаний той чи інший код чоловіком чи жінкою, лише глянувши на нього.

## Жіноче письмо в українській літературній критиці
Поняття жіночого письма з'явилося в українській літературній критиці лише наприкінці XX століття. У зародженні та розвитку власне української феміністичної літературної критики першовідкривачкою стала дослідниця літератури, докторка філологічних наук, критикиня і перекладачка Соломія Павличко. Вона вперше в Україні застосувала феміністичний метод прочитання та аналізу творів українського та світового письменства. Вивченню проблем жіночого письма присвячені праці і інших українських дослідниць, зокрема Т. Гундорової, В. Агеєвої, Н. Зборовської, Л. Таран, О. Смереки та інших вчених.